# Västergötlands runinskrifter 18
Runinskrift Vg 18 är ristad på en runsten i Gösslunda socken i Lidköpings kommun. Inskriften vetter mot väst.

## Stenen
Stenen skall tidigare ha varit inmurad i Gösslunda kyrkas norra innervägg, där den påträffades under en restaurering år 1913. Stenen uttogs då och restes norr om kyrkan, men flyttades år 1938 till nuvarande plats söder om kyrkans torn. Stenen uppmålades senast år 1982.

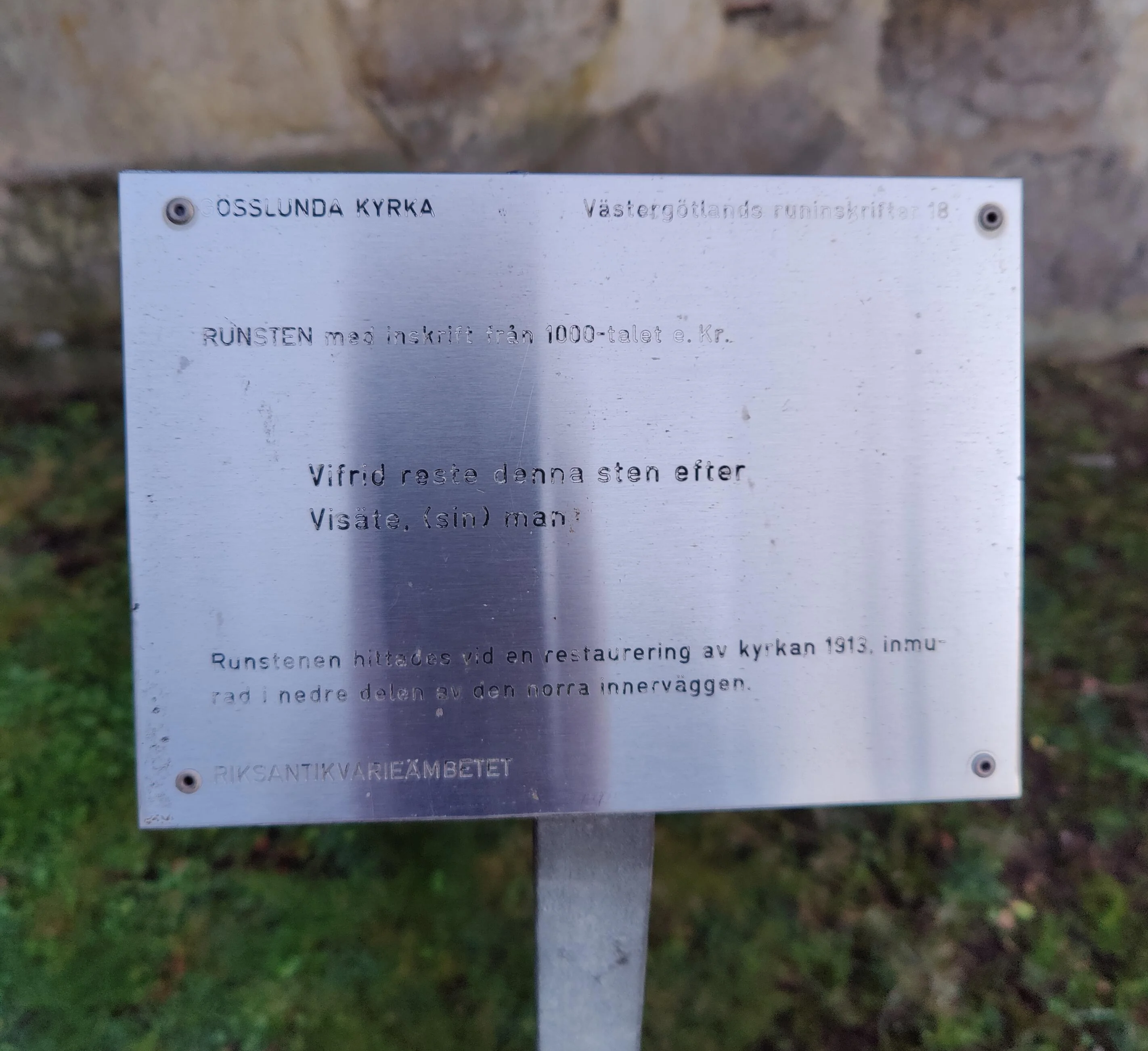
Informationsskylt intill runstenen.

## Inskriften
Runinskriften är en så kallad bustrofedonskrift där läsriktning ändras vid radbyte. Runskriften läses således nedifrån och upp, och sedan uppifrån och ned. I en del bustrofedonskrifter spegelvänds runorna när läsriktning ändras, vilket så även är fallet i denna runinskrift.
Namnet Vifriðr finns även i runinskrifterna Sö 109, U 90 samt Dr 386.
Translitterering av runraden:
· uifir · risþi · stin · þai · iftiʀ · uisiti · buta
Normalisering till runsvenska:
Vifriðr ræisti stæin þenna æftiʀ Viseta, bonda.
Översättning till nusvenska:
Vifrid reste denna sten efter Visäta, (sin) man.